# Gare de Challans
La gare de Challans est une gare ferroviaire française de la ligne de Nantes-État à La Roche-sur-Yon par Sainte-Pazanne, située sur le territoire de la commune de Challans, dans le département de la Vendée, en région Pays de la Loire.
C'est une gare de la Société nationale des chemins de fer français (SNCF), desservie des trains express régionaux TER Pays de la Loire circulant entre Nantes et Saint-Gilles-Croix-de-Vie.

## Situation ferroviaire
Établie à 11 mètres d'altitude, la gare de Challans est située au point kilométrique (PK) 59,071 de la ligne de Nantes-État à La Roche-sur-Yon par Sainte-Pazanne, entre la gare ouverte de Machecoul et le nouvel embranchement de la ligne de Commequiers à Saint-Gilles-Croix-de-Vie. La ligne est ensuite fermée avec le tronçon déclassé de Commequiers à La Roche-sur-Yon ce qui a limité les relations à la direction de Saint-Gilles-Croix-de-Vie.

## Histoire
Jusqu'en 1970, et durant les périodes estivales de 1970 à 1982, la gare était reliée à La Roche-sur-Yon. Depuis 1982, un nouveau tronçon entre Challans et Commequiers la relie directement à Nantes, tandis que la section La Roche - Commequiers a été déferrée. La gare a bénéficié d'importants travaux dans le cadre du développement d'un pôle d'échanges multimodal.

## Service des voyageurs

### Accueil
Cette gare SNCF possède un bâtiment voyageurs, avec salle d'attente, et disposait d'un guichet ouvert chaque jour. Mais depuis septembre 2018, la SNCF a décidé de le fermer. Il a été rouvert pendant l'été 2019 . Elle est équipée sinon d'automates pour la vente des titres de transport TER. C'est une gare « Accès Plus » disposant d'aménagement pour l'accessibilité des personnes à mobilité réduite.

### Desserte
Challans est desservie par des trains TER Pays de la Loire circulant entre Nantes et Saint-Gilles-Croix-de-Vie.
Cependant, du 1er septembre 2014 au 4 juillet 2015, la desserte ferroviaire de la gare est suspendue pour permettre la 2e phase de rénovation de la ligne Nantes - Saint-Gilles-Croix-de-Vie. Durant cette période, la desserte de la gare n'est plus effectuée que par autocar en correspondance avec des TER en gare de Sainte-Pazanne ou directement jusqu'à Nantes. Ces travaux sont prolongés de deux mois en raison de malfaçons électriques sur la signalisation ferroviaire et les passages à niveau, liées à une faiblesse du pilotage du chantier.

### Intermodalité
Un parc pour les vélos et un parking pour les véhicules sont aménagés. Les autocars TER Pays de la Loire desservant Saint-Jean-de-Monts passent également par la gare de Challans.